# Randall, el justiciero
Randall, el justiciero (título original en inglés Wanted: Dead or Alive, «Buscado: vivo o muerto») es una serie de televisión estadounidense de aventuras wéstern, que se emitió por la red de televisión  CBS, desde 1958 hasta 1961, en 3 temporadas, con un total de 94 episodios lanzados al aire en blanco y negro. 
Es protagonizada por Steve McQueen, como el cazarrecompensas Josh Randall. La serie se enfoca en sus andanzas de búsquedas, persecuciones, y eventuales capturas de criminales por una recompensa, en cada episodio se desarrollaban historias distintas donde abundaban enfrentamientos con pistoleros, peleas y tiroteos. A pesar de que su «oficio» lo llevaba a relacionarse con todo tipo de malvivientes, Randall era un hombre honesto, decidido a hacer prevalecer la justicia en todo momento. Este programa lanzó al estrellato a McQueen.

## Concepto de la serie

### El personaje

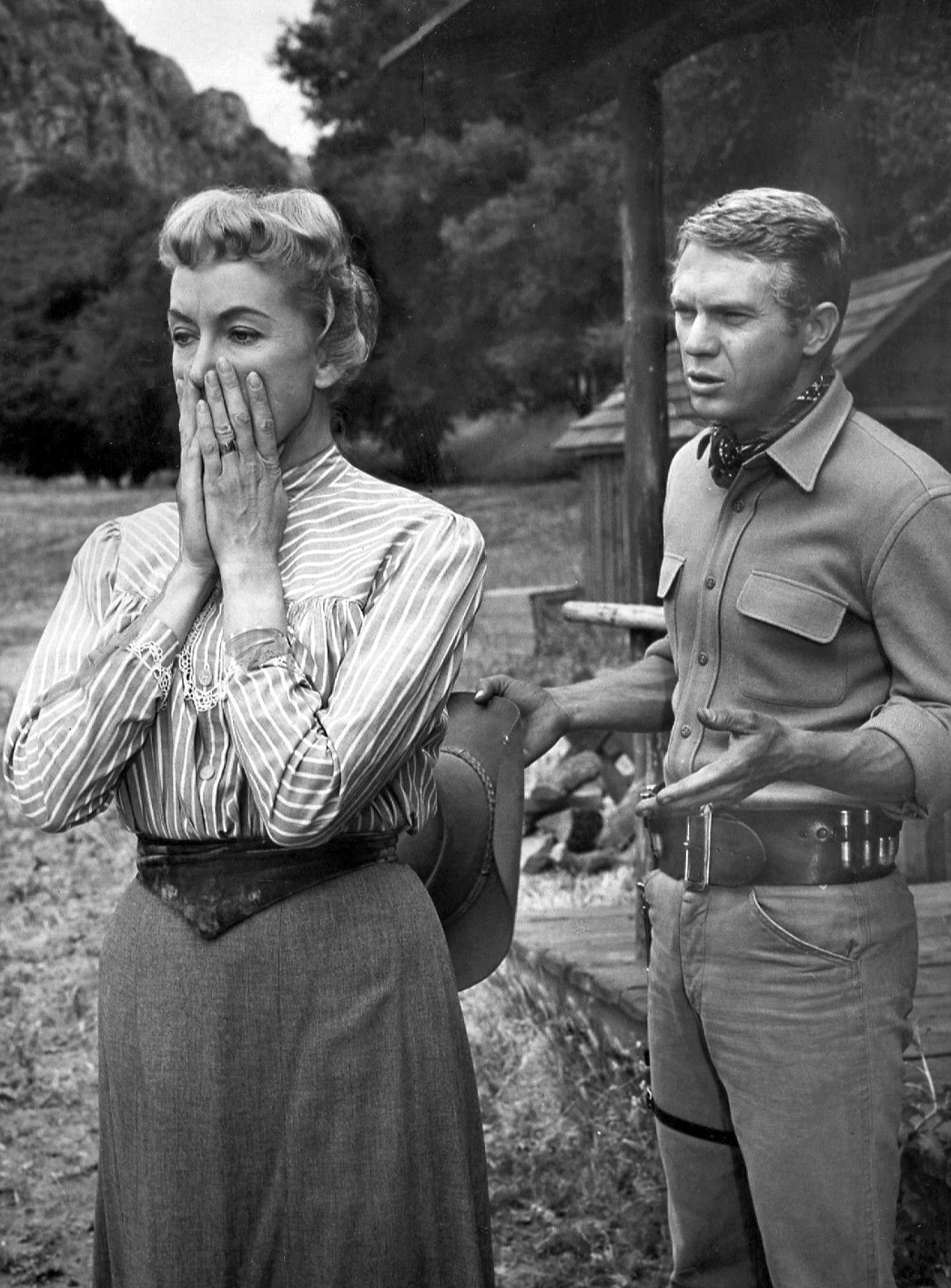
Steve McQueen y Virginia Gregg en Randall, el justiciero de 1959

Josh Randall (Steve McQueen ), un ex soldado de la confederación, veterano de guerra, que se gana la vida dedicándose a “cazar recompensas”, se distinguía por manejar una curiosa arma, una carabina Winchester a repetición de 1892, de cañón y culata recortados, no obstante ser un rifle, lo llevaba "a la cintura", en cartuchera, como solían usar los "pistoleros".  Randall podía desenfundar y disparar su arma con una velocidad increíble. Durante el rodaje de la serie se utilizaron tres modelos de dicha arma.
Con  excepción de unos pocos episodios al principio de la serie, Randall montaba un caballo llamado "Ringo".
En 11 episodios de 1960, Randall tuvo un compañero llamado Jason Nichols (interpretado por Wright Rey), un ayudante de sheriff que se volvió cazador de recompensas. Él y Randall actuaron muy bien conjuntamente en la pantalla, compartiendo una química que el público disfrutaba.

### La trama
Randall, que era un hombre honesto y de gran  generosidad, no sólo se dedicaba a perseguir recompensas capturando a los hombres de los carteles de “ Se Busca”, también utilizaba sus habilidades de “cazador de personas” para solucionar asuntos de naturaleza humanitaria, resolviendo una disputa familiar, o liberando hombres injustamente encarcelados o condenados,  en un capítulo ayudó a una víctima de la amnesia a recuperar su memoria, en otros encuentra un marido desaparecido, hijos, padres, una prometida, un pretendiente, una hija que había sido capturada muchos años antes por los indios, un desertor del ejército, una oveja mascota, e incluso a Santa Claus. Esta variedad de historias, así como su búsqueda de justicia y no sólo de dinero, contribuyeron a la atracción y popularidad de la serie.

## La producción de la serie

### Productores
La serie fue producida en  asociación por las compañías, “Four Star Television” (Televisión Cuatro Estrellas), "Malcom Enterprises Inc" (Empresas Malcom) y “CBS Television Network” (Red de televisión CBS).

### Lugares de filmación
Fue filmada en blanco y negro en los “Estudios Selznick”.  Se utilizaron una serie de lugares adicionales de filmación como, el famoso “Iverson Movie Ranch” (Rancho de películas Iverson),  en el barrio Chatsworth, Los Ángeles - California,  considerado el lugar más filmado en la historia de la televisión y las películas. En la empresa de producciones cinematográficas “Republic  Pictures” (Películas República), en el barrio  Studio City, Los Ángeles - California. Además en el set de filmación del “Duchess Ranch” (Rancho Duquesa).

### La música
El tema musical de la primera temporada fue escrito y dirigido por William Loose. Después se sustituyó por un nuevo tema titulado "Se busca", este fue utilizado hasta el final de la serie, escrito y supervisado por Herschel Burke Gilbert.

## Versión coloreada
En diciembre de 1987, la productora “Four Star International”, puso color a todos los episodios  de esta serie, por lo que fue la primera "serie antigua" de televisión en ser completamente coloreada ; la versión coloreada se transmitió por lo menos en 50 estaciones de televisión independientes de los EE. UU.